# Hình thành loài khác vùng
Hình thành loài khác vùng (Allopatric speciation) là sự hình thành loài xảy ra khi các quần thể sinh học trở thành cách ly về mặt địa lý (khu biệt) với nhau đến một mức độ ngăn chặn hoặc cản trở dòng gen, những yếu tố diễn ra có thể làm thay đổi đáng kể địa lý của một khu vực, dẫn đến việc tách quần thể loài thành các quần thể bị cô lập và hình thành nên loài mới. Sự cách li địa lí (hay còn gọi là cách li không gian) biểu hiện thông qua việc quần thể bị phân cách nhau bởi các vật cản địa lí (như núi, sông, biển) từ đó, khoảng cách địa lý làm ngăn cản các cá thể của các quần thể cùng loài gặp gỡ và giao phối với nhau dẫn đến hạn chế sự trao đổi vốn gen các quần thể và từ đó sẽ làm phân hóa vốn gen của quần thể và hình thành loài mới thông qua cơ chế cách li sinh sản.

## Nguyên nhân
Do khác khu phân bố từ những sự phát sinh kiểu đặc tả dị thường do thay đổi địa lý khác nhau dẫn đến việc có sự khác vùng phân bố, tách biệt về địa lý, phân lập về di truyền, ban đầu là những phân loài sau đó dần dần trở thành loài riêng biệt. Các quần thể bất biến sau đó trải qua những thay đổi di truyền khi chúng phải chịu áp lực chọn lọc khác nhau, trải qua sự trôi dạt di truyền và tích lũy các đột biến khác nhau trong các nhóm gen quần thể tách biệt. Hoạt động của con người như nông nghiệp hoặc phát triển cũng có thể thay đổi sự phân bố của quần thể loài. Các rào cản ngăn cản việc trao đổi thông tin di truyền giữa hai quần thể dẫn đến sự cách ly sinh sản. Nếu hai quần thể tiếp xúc với nhau.
Sự ngăn cách sinh sản giữ hai quần thể hữu tính phân tách là cần thiết để các quần thể đó trở thành các loài mới. Dòng gen có thể làm chậm quá trình này bằng cách cũng lan truyền các biến thể di truyền mới tới các quần thể khác. Tùy vào mức độ hai loài đã phân tách xa thế nào kể từ tổ tiên chung gần nhất của chúng, chúng có thể vẫn có khả năng giao phối, như ghép ngựa và lừa sinh ra những con la. Những sinh vật lai như vậy thường là vô sinh. Trong trường hợp này, các loài có quan hệ gần gũi có thể giao phối thường xuyên, nhưng sinh vật lai sẽ bị chọn lọc phủ nhận và hai loài vẫn tách biệt.
Các đặc trưng được quy cho phân loài nói chung xuất phát từ các thay đổi diễn ra hay tiến hóa như là kết quả của sự phân bố hay sự cô lập về mặt địa lý từ loài ban đầu. Phân loài có thể được miêu tả như là sự đa dạng hóa của loài ban đầu (hay dạng được chỉ định) do các phân loài của cùng một loài luôn luôn có dạng được chỉ định hay loài ban đầu như là tổ tiên chung, nghĩa là chúng luôn luôn bắt nguồn từ một dòng dõi tổ tiên chung. Các thành viên của nhóm là có thể phân biệt được một cách đáng tin cậy với các thành viên của các nhóm khác. Các khác biệt có thể được xem xét theo nhiều cách thức khác nhau, như khác biệt về hình dạng lá, số lượng lông vũ khác nhau trên cánh, hành vi giao phối cụ thể, kích thước tương đối của bộ xương, các khác biệt trong chuỗi ADN.
Tuy nhiên, các loài lai hữu thụ (có thể sinh nở được) đôi khi tạo nên và những loài mới này có thể hoặc có những tính chất trung gian giữa các loài bố mẹ, hoặc sở hữu kiểu hình hoàn toàn mới. Tầm quan trọng của việc lai ghép trong việc tạo nên loài động vật mới là chưa rõ ràng, mặc dù có những trường hợp đã được quạn sát ở nhiều loài động vật, như một trường hợp đã được nghiên cứu kỹ lưỡng là ếch cây xám.
Ở những loài sinh sản hữu tính, sự phát sinh loài bắt nguồn từ sự cách biệt sinh sản rồi sau đó là sự phân tách về phả hệ. Có bốn cơ chế cho sự phát sinh loài. Phổ biến nhất ở động vật là sự phát sinh loài khác khu phân bố (allopatric speciation), xảy ra ở những quần thể ban đầu bị cách biệt về mặt địa lý, như do sự phân mảnh môi trường sống hay do di cư. Chọn lọc dưới những điều kiện này sẽ sinh ra những thay đổi rất nhanh về bề ngoài và hành vi của sinh vật. Vì chọn lọc và dịch chuyển tác động độc lập lên các quần thể cô lập khỏi phần còn lại của loài, sự chia tách cuối cùng có thể làm nảy sinh những sinh vật không thể giao phối với loài gốc.